# Rianodyna
Rianodyna – organiczny związek chemiczny, alkaloid roślinny występujący w roślinie Ryania speciosa z rodziny wierzbowatych.
Rianodyna działa na receptor rianodynowy (RyR2). Jest specyficznym blokerem uwalniania jonów wapnia Ca2+
 z siateczki sarkoplazmatycznej, reguluje sprzężenie elektromechaniczne i posiada działanie antyarytmiczne dotyczące późnych depolaryzacji następczych i zależnych od nich arytmii.